# Dhargari
Dhargari är ett australiskt språk som talades av 6 personer år 1981. Dhargari talas i Väst-Australien. Dhargari tillhör de pama-nyunganska språken.